# La Joya (Nowy Meksyk)
La Joya – jednostka osadnicza w Stanach Zjednoczonych, w stanie Nowy Meksyk, w hrabstwie Socorro.